# Jakob Vogt
Jakob Vogt (Ochtendung, 4 settembre 1902 – Mayen, 1º maggio 1985) è stato un sollevatore tedesco.
Partecipò all'edizione dei Giochi Olimpici di Amsterdam 1928, giungendo al quarto posto, e vinse due ori e due argenti a quattro edizioni dei campionati europei, nei pesi medi e massimi leggeri.
Nel 1932 si qualificò per i Giochi Olimpici di Los Angeles ma fu costretto a rinunciarvi perché non aveva il denaro necessario a pagare la trasferta negli Stati Uniti. Rinunciò anche ai Giochi di Berlino nel 1936 per un infortunio a una mano.
Stabilì undici record mondiali nei massimi leggeri tra il 1926 e il 1932: cinque nel totale, cinque nella distensione e uno nello strappo.